# Ilhas na Corrente
Ilhas na Corrente (Islands in the Stream) (1970) é a primeira das obras póstumas publicadas de Ernest Hemingway. O livro foi originalmente destinado a reavivar a reputação de Hemingway, após os comentários negativos sobre Na Outra Margem, Entre as Árvores (Across the River and Into the Trees). Ele começou a escrever em 1950 e avançou muito em 1951. O trabalho, em tosco mas aparentemente terminado, foi encontrado por Mary Hemingway entre 332 obras que Hemingway deixou quando da sua morte. Ilhas na Corrente estava pensado para englobar três histórias que ilustrariam diferentes fases da vida de Thomas Hudson, o seu personagem principal. As três partes do romance eram originalmente para serem intituladas "O Mar Quando Jovem", "O Mar Quando Ausente" e "O Mar em Sendo". Estes títulos, no entanto, foram alterados para o que agora são os seus três actos: "Bimini", "Cuba" e "No Mar".

## Enquadramento
No início de 1950 Hemingway começou a trabalhar numa "trilogia do mar", que consista em três seções: "O Mar Quando Jovem" (passado em Bimini); "O Mar Quando Ausente" (passado em Havana); e "O mar em Sendo". O último foi publicado em 1952 como O Velho e o Mar (The Old Man and the Sea). Hemingway também escreveu uma história que não publicou, "Caça Marítima", que a sua esposa e o editor juntaram com as histórias anteriores sobre as ilhas e a que titularam Ilhas na Corrente, que foi publicado em 1970.

## Sinopse
O primeiro acto, "Bimini", começa com uma apresentação do personagem Thomas Hudson, uma figura masculina estoica clássica de Hemingway. Hudson é um conhecido pintor americano que encontra tranquilidade na ilha de Bimini, nas Bahamas, bem diferente do seu habitual estilo de vida aventureiro. A rotina rigorosa de trabalho de Hudson é interrompida quando os seus três filhos chegam para o verão sendo este o cenário da maior parte do acto. Neste ato também é apresentado o personagem Roger Davis, escritor e um dos mais antigos amigos de Hudson. Embora semelhante a Hudson, ao lutar com um conflito interno não mencionado, Davis parece agir com uma imagem mais dinâmica e extrovertida do que a de Hudson. O acto termina com Hudson s receber a notícia da morte dos seus dois filhos mais novos, logo após terem saído da ilha.
"Cuba" ocorre pouco depois durante a segunda guerra mundial em Havana, Cuba onde nos é apresentado um Hudson mais velho e mais distante, que acaba de receber a notícia da morte na guerra do seu filho mais velho (e último). Este segundo acto apresenta-nos um Hudson mais cínico e introvertido, que passa os dias na ilha a beber muito e a fazer reconhecimento naval para os militares americanos que estão no seu iate, o qual foi convertido num barco de patrulha auxiliar.
Em “No mar", o ato final, Hudson e uma equipe de irregulares a bordo do barco deles localizam os sobreviventes de um submarino alemão afundado e perseguem-nos pelo arquipélago de Jardins do Rei na costa norte de Cuba. Hudson tem a intenção de encontrar os alemães em fuga depois de descobrir que massacraram toda uma aldeia para cobrir a sua fuga. O livro termina com um tiroteio e a destruição dos alemães num dos canais de maré em torno de Cayo Guillermo. Hudson é presumivelmente ferido de morte na batalha, embora o final seja um pouco ambíguo. Durante a perseguição, Hudson deixa de questionar a morte de seus filhos. Nota-se nitidamente neste capítulo a influência do trabalho anterior de Hemingway Por Quem os Sinos Dobram.

## Influências da vida real

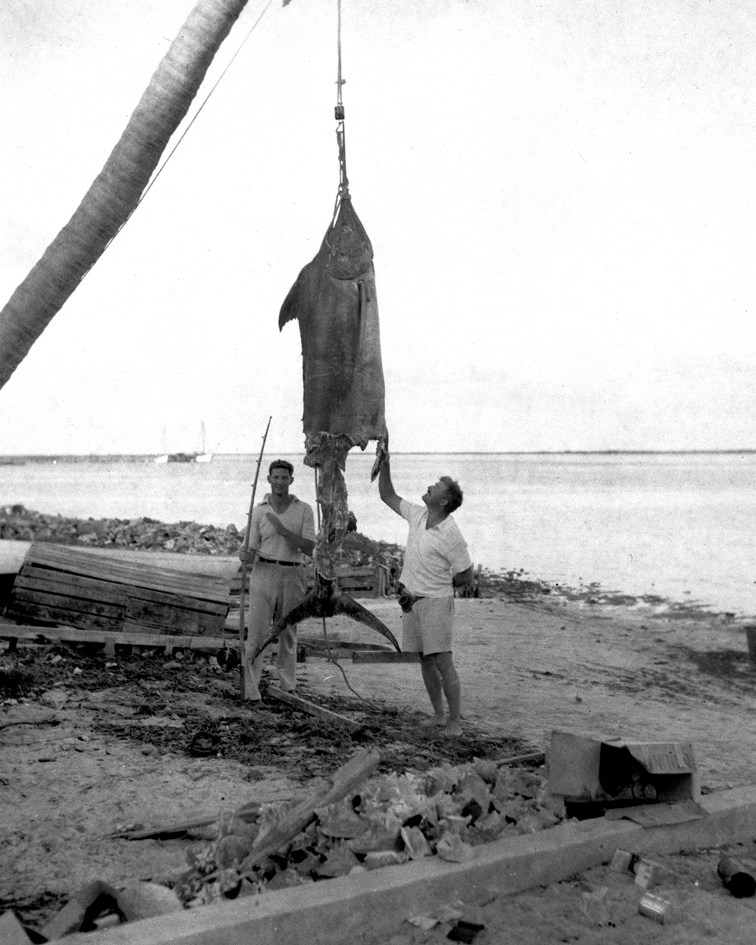
Henry Strater e Hemingway em Bimini

Hemingway usou muitas das suas experiências da vida real, amigos e parentes para elaborar as suas histórias e em que basear os seus personagens.

### Henry "Mike" Strater
Henry Strater, um pintor americano, passou o verão de 1935 na pesca com Hemingway. Este está na foto à direita junto a um espadarte, que se supõe tivesse 1.000 kg e que tinha sido parcialmente comido por tubarões, quando Strater estava a desembarcá-lo.

### Gerald e Sara Murphy
Os Murphys, bons amigos de Hemingway, estavam em Bimini quando morreu o seu filho, Baoth, por doença. A dor de Hemingway pela perda é captada em cartas para os Murphys.

### À caça de Submarinos Alemães
Durante a II Guerra Mundial, Hemingway procurou submarinos alemães a bordo do seu barco Pilar que estava equipado com equipamento de comunicação fornecido pela embaixada dos EUA em Havana.